# آباکتو کرومیس
آباکتو کرومیس (نام علمی: Abactochromis labrosus) نام یک گونه از تیره سیکلید است. آباکتو کرومیس یک جنس تک گونه از سیکلیدهاست. تنها گونه این جنس از سیکلید ها abactochromis labrosus نام دارد. این نام از حرف لاتین راندن و رسیدن آمده است. این جنس شباهت های زیادی به گونه‌های خانواده ماهیان صخره‌زی دارد. تنها گونه این جنس از سیکلیدها در دریاچه مالاوی در کشور مالاوی، تانزانیا می باشد. این گونه ماهی مخصوص آب شیرین است.